# Joséphine Chevry
Joséphine Chevry, dite Joséphine ou José, née en 1936 à Étampes, est une sculptrice française.

## Biographie

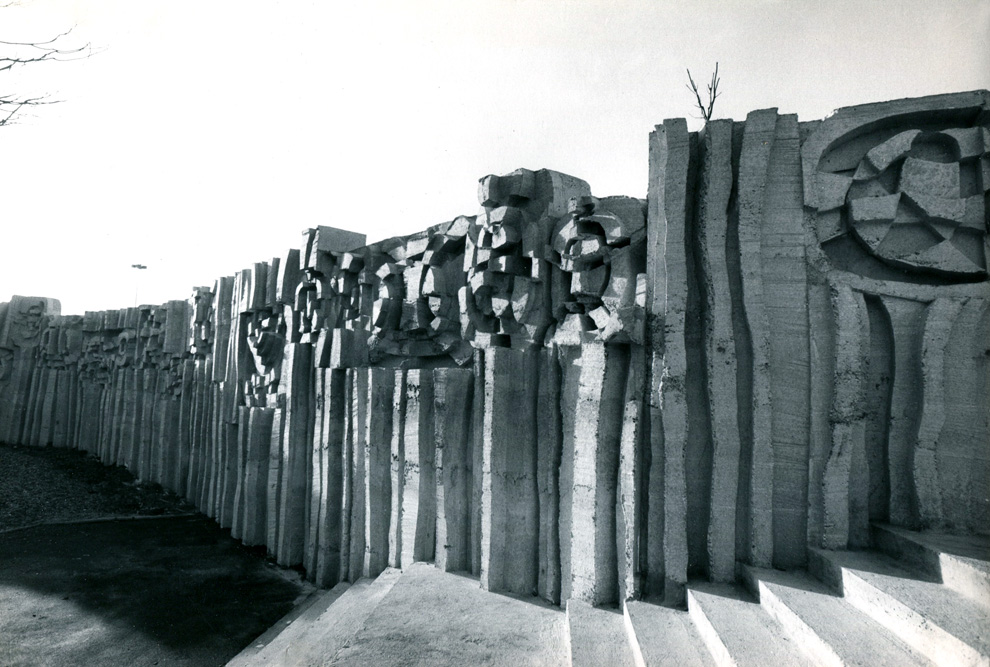
Mur sculpté, centre commercial au Val d'Yerres.

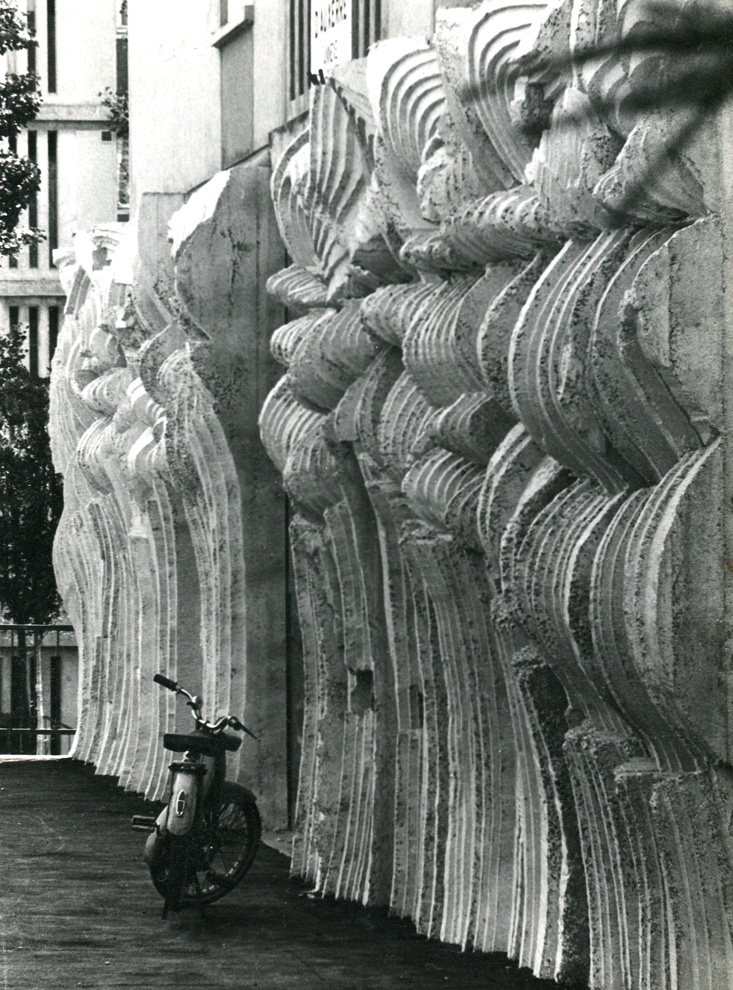
Entrée d'immeuble à Auxerre.

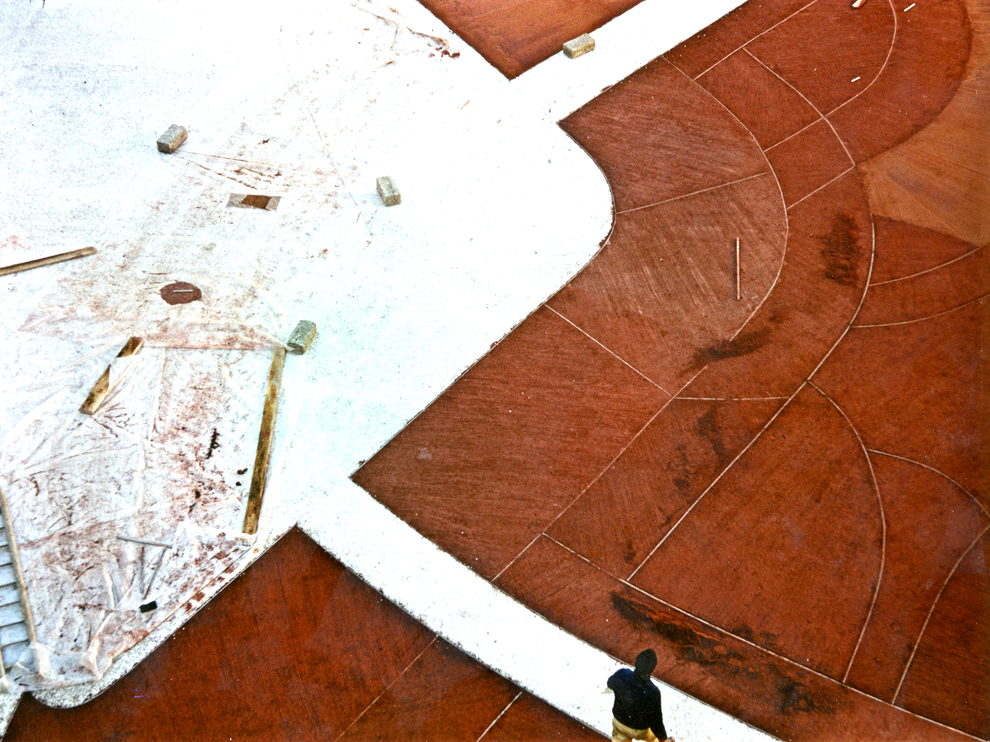
Cour de l'École centrale à Chatenay Malabry

Après des études à l'École nationale supérieure des Beaux-Arts de Paris, dans les ateliers de Marcel Gimond, et de Henri-Georges Adam, José Chevry est lauréate du premier second Grand prix de Rome en 1964, et obtient le premier Grand prix de Rome de sculpture 1966 avec La Création.
Ses premières réalisations sont dues à sa fascination pour le béton qui, solidifié, devient inaltérable, avec lequel elle crée des ouvrages de grandes dimensions, comme l'aménagement de la plage de la Grande Motte (800 × 20 × 2 m), ou les coursives de béton drapé, de la station de sports d'hiver de Puy St Vincent (300 m x 3 m). Elle collabore avec des architectes, tels que Jean Balladur, Jacques Kalisz, Jean Maneval, Michel Herbert, Max Tournier, Comolet et Braslasvsky, Philippe Douillet, Pierre Lombard, ou encore le paysagiste Jacques Simon, pour des aménagements urbains et paysagers.
Elle réalise des sculptures en béton, métal, résines, ainsi que des installations, notamment à l'occasion de performances sonores au musée d'art moderne de Dunkerque avec le musicien Alain Kremsky, et le comédien Mickael Lonsdale.

## Œuvres notables
- 1966 : La Création, Grand prix de Rome
- 1967 : Paysage minéral, plage La Grande-Motte en collaboration avec Jean Balladur
- 1967 : Sculptures pour le film les Aventuriers, 1967, réalisé par Robert Enrico
- 2011 : Portic, sculpture à Taipei 2011 (en chantier)